# کلی هارلی
کلی هارلی (انگلیسی: Kelley Hurley؛ زادهٔ ۴ آوریل ۱۹۸۸) ورزشکار شمشیربازی اهل ایالات متحده آمریکا است.
وی در مسابقات کشوری و بین‌المللی در مجموع برندهٔ ۱ مدال طلا، ۱ مدال برنز شده‌است.